# Santa Clara (Chiriquí)
Santa Clara es un corregimiento del distrito de Renacimiento en la provincia de Chiriquí, República de Panamá. La localidad tiene 2.642 habitantes (2010).

## Historia
Según Milagros Sánchez Pinzón, en su libro “Renacimiento, Fortaleza de Talamanca” (2013); el corregimiento de Santa Clara no fue reconocido legalmente como tal sino hasta abril del 2003 bajo la Ley 41, cuyas tierras fueron desglosadas de las tierras pertenecientes al Corregimiento de Monte Lirio, Distrito de Renacimiento aunque el mismo ya existía desde el siglo XX cuando el Señor Alois St. Hartmann, ciudadano de nacionalidad Checa, se estableció en estas tierras bautizando a las  tierras con el nombre de Santa Clara. 
Se dice que el nombre Santa Clara proviene de la altitud y que dicho lugar siempre había claridad. Por otro lado, se dice también que el nombre proviene de la claridad de las aguas de los ríos tales como Río Cotito y Río Candela.
Entre las familias pioneras, se encuentran, los Batistas, Hartmann, Lezcano, Morales, Aguilar y Gallardo. Pero los reconocidos como colonizadores en 1938 fueron los hermanos Eugenio, Bernardino, Emilio y Quintín Pittí. Actualmente, las familias que cuentan con mayores extensiones de tierras son: Schaper, Cicilia, Hils, Lezcano, Aguilar, López, Hartmann con la mayor cantidad de tierras entre otros con menos cantidad de hectáreas.

## Economía
En el corregimiento de Santa Clara, las actividades más comunes entre los agricultores son la caficultura teniendo como compradores a Café Duran, S.A.; Café de Eleta, S.A.; Café Balboa, S.A.; y APRE (Asociación de Productores de Renacimiento) donde los agricultores producen de forma masiva para suministrar dicho rubro a estas compañías para su posterior mercadeo a nivel nacional e internacional. 
Por otro lado, la segunda actividad más representativa del Corregimiento de Santa Clara es la Ganadería del cual tiene como destino dos objetivos principales: Primeramente el ordeño que está destinado para la venta a la Empresa Estrella Azul; y la segunda actividad se conoce como la Ceba de ganado la cual es una actividad dedicada al engorde de ganado para su posterior subasta en los diferentes puestos tales como Bugaba y Boqueron.
Otras actividades practicadas en el Corregimiento de Santa Clara son la producción de plátano, los cuales son mercadeados a nivel nacional a través de los intermediarios que lo recolectan en el mercado de abasto en Corregimiento de Río Sereno, Distrito de Renacimiento, Provincia de Chiriquí, República de Panamá; este rubro va destinado para la venta en el Mercado de Abasto y supermercados del país.
También se produce el tomate de mesa y el tomate de pera; Maíz, frijoles, zuchini, ñame y pimentón. Dichos productos se producen y venden a menor escala pero con el mismo destino que los productos comercializados a gran escala de la misma región.
Así mismo pero  de producción exclusiva por la familia Aguilar, el rubro de la mora se distribuye a nivel nacional. Dicho esto, en todo el Distrito de renacimiento, no existe ninguna otra entidad que se dedique al cultivo de la misma.